# 대구비봉초등학교
대구비봉초등학교는 대한민국 대구광역시 서구에 있는 공립 초등학교이다.

## 학교 연혁
- 1986-03-01 비봉국민학교 개교(19학급 편성)
- 1988-03-01 문교부지정 교과용도서 실험연구학교(2년간)
- 1996-03-01 대구비봉초등학교로 교명 변경
- 1996-03-01 병설유치원 개원(1학급)
- 2006-09-25 개축 공사 시공식
- 2008-01-30 개축공사 준공
- 2008-03-01 유치원 재개원
- 2009-06-15 영어체험교실 완공
- 2011-09-01 상담실(wee클래스) 준공 및 개실
- 2013-02-15 제26회 졸업 58명(총 졸업생 수 2,765명)
- 2013-03-01 14학급 편성(특수학급 1학급 포함)
- 2013-09-01 제16대 조경자 교장 부임
- 2026-03-01 폐교 및 대구비산초등학교 통폐합 (예정)